# Wojny duńsko-szwedzkie
Wojny duńsko-szwedzkie – seria konfliktów zbrojnych pomiędzy Danią a Szwecją w epoce nowożytnej, od pierwszej połowy XVI do początku XIX wieku. Ich przyczyną była rywalizacja obu państw o panowanie nad Morzem Bałtyckim, a w szczególności nad cieśniną Sund oraz o przejęcie kontroli nad handlem bałtyckim. Większość stoczonych wojen było częścią większych wojen koalicyjnych. W rezultacie kolejnych konfliktów Dania utraciła na rzecz Szwecji wszystkie swoje posiadłości położone na Półwyspie Skandynawskim. Jednym ze stałych efektów wojen duńsko-szwedzkich są współczesne granice państw skandynawskich.

## Geneza. Czasy unii kalmarskiej 1397–1523

Wjazd Stena Sture Starszego do Sztokholmu. Obraz Georga von Rosena (1864)

Rywalizacja i wrogość duńsko-szwedzka swymi korzeniami sięgała późnego średniowiecza, epoki ostrych i dość skomplikowanych sporów politycznych czasów unii kalmarskiej. W 1397 roku na zamku w Kalmarze została zawarta unia personalna pomiędzy Danią, Norwegią i Szwecją. Królestwa zachowały formalnie niezależność, lecz decydująca rola przypaść miała państwu najsilniejszemu – Danii. Szybko też ujawniła się rozbieżność interesów pomiędzy Danią a Szwecją. W 1434 roku w szwedzkim okręgu Bergslagen wybuchło powstanie pod wodzą Engelbrekta. Jedną z przyczyn wystąpienia była samowola duńskich urzędników. W efekcie powstania Szwecja odzyskała suwerenność, a panowanie królów Danii w Szwecji stało się formalne. Szwedzi zaczęli wybierać własnych władców z tytułem regenta (riksföreståndare) lub króla (Karol VIII Knutsson).
Celem kolejnych szwedzkich regentów oraz części szwedzkiego możnowładztwa było wyłamanie się ze zdominowanej przez Danię unii. Konflikty zbrojne pomiędzy oboma państwami w drugiej połowie XV wieku aż do ostatecznego rozwiązana unii w 1523 roku sprowadzały się najczęściej do wzajemnego pustoszenia obszarów pogranicznych. Królowie duńscy najeżdżali szwedzki Västergötland i Smalandię, zaś Szwedzi duńską Skanię i Blekinge.
Aby odzyskać pełną kontrolę nad Szwecją władcy duńscy podejmowali kilkakrotnie zakrojone na szeroką skalę operacje morskie lub lądowe, skierowane na Sztokholm i region Melaru. Efektem jednej z takich wypraw morskich była bitwa pod Brunkebergiem w 1471 roku, gdzie regent Sten Sture Starszy odparł króla duńskiego Chrystiana I Oldenburga, który po raz kolejny przy współudziale swoich szwedzkich stronników próbował odzyskać szwedzką koronę. Prawie 50 lat później, w 1520 roku do Sztokholmu wkroczył jego wnuk, Chrystian II. Bezpośrednio po jego koronacji doszło do procesu i egzekucji przeciwników duńskiej hegemonii. Wydarzenia te przeszły do historii jako krwawa łaźnia sztokholmska (Stockholms blodbad).
W efekcie krwawej rozprawy z przeciwnikami Chrystiana II doszło do powstania przeciw Duńczykom, na którego czele stanął Gustaw Eriksson (Waza). 6 czerwca 1523 roku zgromadzone w Strängnäs stany Szwecji ogłosiły go królem pieczętując tym opuszczenie przez Szwecję unii kalmarskiej.

## Lata 1523–1613

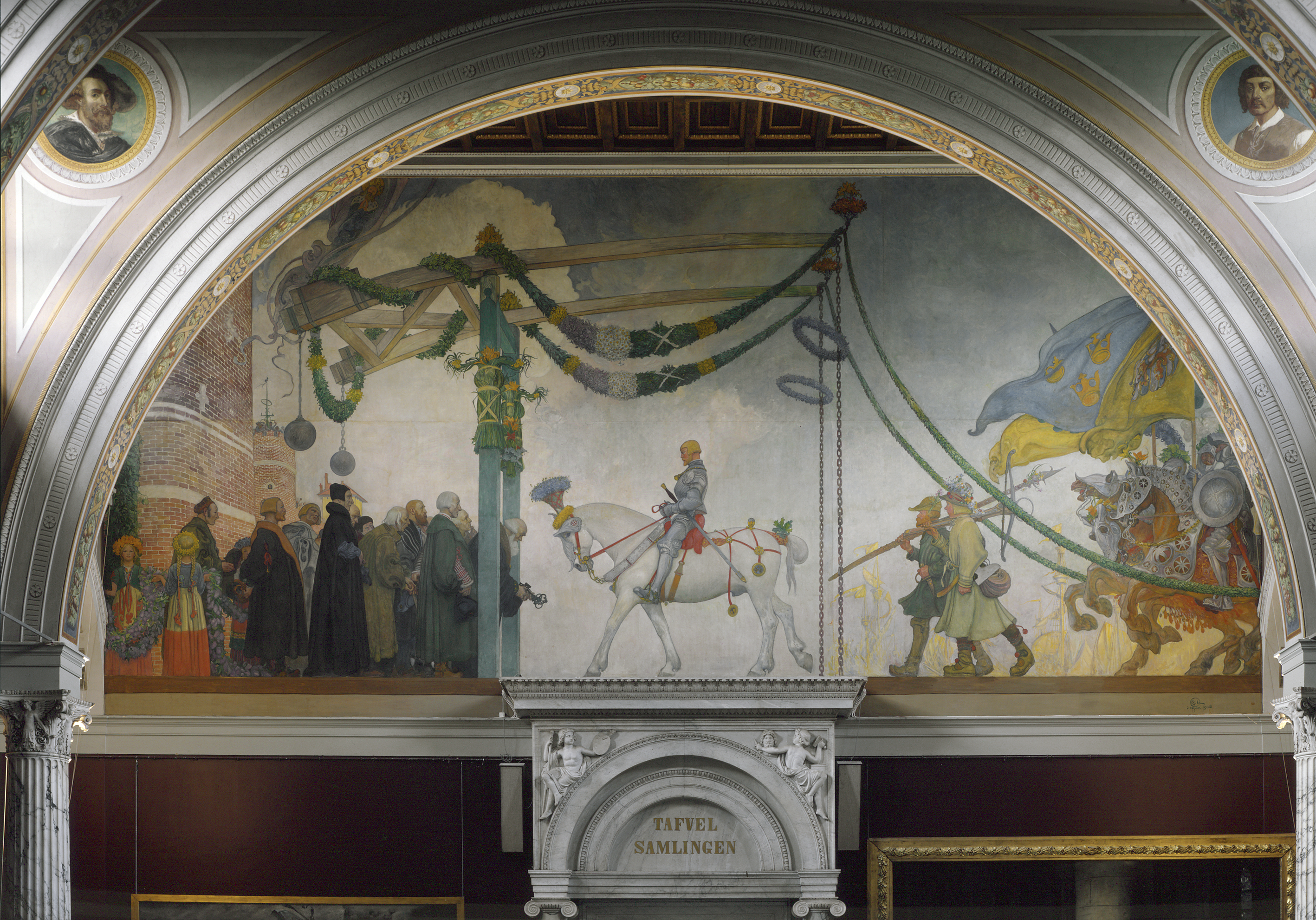
Wjazd Gustawa Wazy do Sztokholmu w 1523 roku. Obraz Carla Larssona (1908)

Punkt ciężkości państwa szwedzkiego na początku XVI wieku rozłożony był wokół Melaru i północnego Bałtyku. Najważniejsze powiązania skierowane były na wschód, w stronę Finlandii. Na zachodzie Szwecja miała dostęp do Morza Północnego jedynie poprzez wąski korytarz u ujścia rzeki Göta älv, broniony przez twierdzę Älvsborg (na miejscu współczesnego Göteborga). Pozostałe obszary dzisiejszej zachodniej Szwecji należały do Danii i Norwegii. Poprzez kontrolę nad Skanią i Blekinge oraz wyspami Gotlandią i Ozylią władztwo duńskie rozciągało się daleko w głąb Bałtyku. Cieśniny Duńskie, bramy do Morza Bałtyckiego, leżały w samym środku państwa duńskiego i szczególnie Sund, gdzie pobierano wysokie cła, był mocno strzeżony przez szereg twierdz na obu jego brzegach. Na północy granice Szwecji z Danią i Norwegią oraz Rosją nie były wówczas ściśle wytyczone i stanowiły region sporny. Ze szwedzkiego punktu widzenia granice te były szczególnie narażone na atak. Było też jasne dla władz w Sztokholmie, że handel szwedzki będzie hamowany przez sąsiednie kraje. Złamanie duńsko-norweskiego „osaczenia” stało się głównym celem szwedzkiej polityki zewnętrznej.
Także w duńskiej polityce zagranicznej Szwecja pozostawała głównym przeciwnikiem. W liście do duńskiej Rady Państwa (Rigsrådet) z 1603 król Chrystian IV (1588–1648) pisał o Szwecji jako „złym sąsiedzie” (den onde nabo). Stosunki ze Szwecją usuwały na bok wszystkie inne problemy polityczne podczas jego panowania, podobnie jak i jego poprzednika oraz następcy.
Walka pomiędzy Szwecją a Danią o panowanie na Bałtyku miała także swoją genezę w stopniowym upadku w ciągu XVI w. dwóch istotnych sił – Hanzy i inflanckiej gałęzi zakonu krzyżackiego, które dotychczas dominowały na tym obszarze. Pozostawiły one po sobie polityczną próżnię, którą wypełnić miały oba kraje nordyckie oraz Rzeczpospolita i Carstwo Rosyjskie (Dominium Maris Baltici).
Gustaw I Waza (1523–1560) zaangażował swe siły przede wszystkim w uporządkowanie polityki wewnętrznej Szwecji. W polityce zagranicznej nastawił się raczej na obronę niż na podejmowanie śmielszych działań ofensywnych. Poprzez budowę jak na owe czasy nowoczesnej floty wojennej Gustaw I położył podstawę do późniejszej aktywnej polityki zagranicznej Szwecji w obszarze bałtyckim. Okręty zakupione od Lubeki podczas wojny z Danią (1521–1523) dały początek flocie szwedzkiej, którą następnie stale wzmacniano poprzez budowę nowych okrętów w czasie całego panowania króla. W tym celu stworzono wiele stoczni okrętowych, m.in. w Sztokholmie, Kalmarze, Älvsborgu, Västervik i Åbo. Główną bazą floty szwedzkiej był Sztokholm, co miało wiele ujemnych następstw w konflikcie z Danią. Flota duńska mogła ze swej głównej bazy w Kopenhadze wypłynąć w morze wcześniej niż Szwedzi, gdyż na południowym Bałtyku pokrywa lodowa ustępowała szybciej. Także wiatry sprzyjały okrętom duńskim, które mogły żeglować bezpośrednio albo w kierunku północnym, albo wschodnim.

### Pierwsza wojna północna 1563–1570

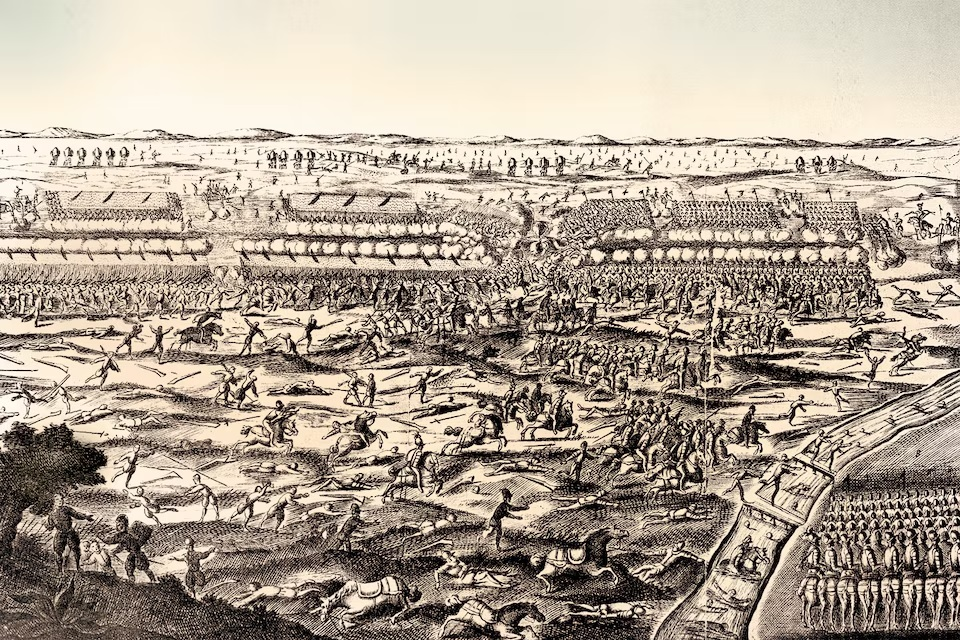
Bitwa pod Axtorna (1565)

Syn i następca Gustawa I, Eryk XIV (1560–1568), na politykę zewnętrzną położył większy nacisk niż ojciec. Duńskie próby dalszego rozszerzania władztwa na Bałtyku zostały zatrzymane poprzez zajęcie Rewla przez Szwecję w 1561 roku. Rywalizacja z Danią doprowadziła w 1563 roku do wybuchu wojny, nazwanej siedmioletnią wojną północną (1563–1570), której główną przyczyną była walka o panowanie na Bałtyku. Dla Szwecji konflikt ten był próbą rozszerzenia pola manewru na południowy Bałtyk oraz na Sund i Morze Północne. Lubeka związana była w tym czasie sojuszem z Danią.
Dania i Szwecja dysponowały wówczas silnymi flotami i solidną gospodarką. Konflikt w dużej mierze przekształcił się w wojnę morską, gdzie flota szwedzka odnosiła spore sukcesy w starciach z flotą duńską i lubecką. Walki wewnętrzne, które wybuchły w Szwecji w 1568 roku, doprowadziły do abdykacji Eryka XIV, osłabiły szwedzki wysiłek wojenny i wojna nie mogła zakończyć się pełnym sukcesem. Wyczerpanie zaczęła odczuwać także strona duńska i oba państwa zawarły pokój w Szczecinie (1570), który nie pociągnął za sobą żadnych zmian terytorialnych pomiędzy Szwecją i Danią. Król Danii, Fryderyk II, zrzekł się ostatecznie wszelkich pretensji do korony szwedzkiej; nowy władca Szwecji, Jan III, zobowiązał się ze swej strony nie wysuwać pretensji do Norwegii, Skåneland i Gotlandii.

### Wojna kalmarska 1611–1613

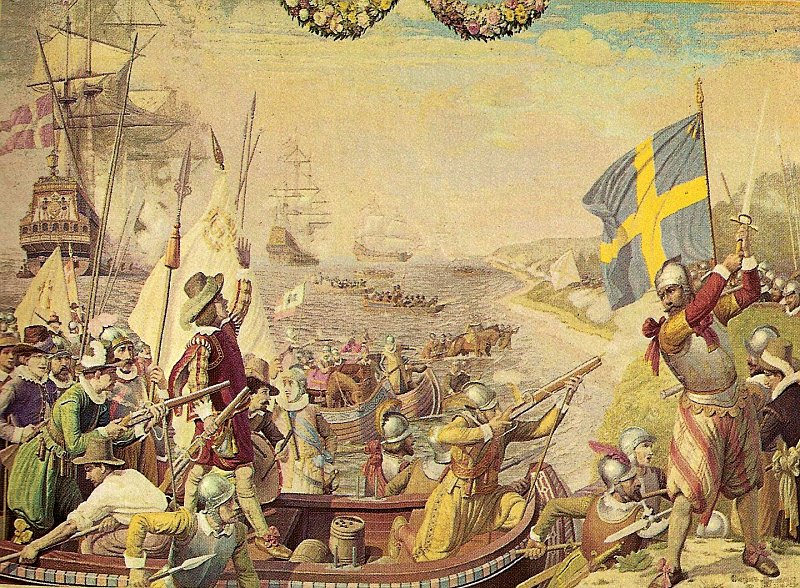
Scena z wojny kalmarskiej. Fragment gobelinu

W następnym stuleciu szwedzko-duńska walka o supremację na Bałtyku była nadal kontynuowana. W 1611 roku, po długim przekonywaniu duńskiej Rigsrådet, Chrystian IV wypowiedział wojnę Szwecji. Jako główny powód wybuchu wojny kalmarskiej, gdyż tak został nazwany konflikt, wymienia się m.in. rozbieżności dotyczące opodatkowania ludności w Laponii, gdzie granica pomiędzy oboma państwami nie była ściśle wytyczona. Plan ataku duńskiego zakładał przeprowadzenie skoordynowanego natarcia od południa i zachodu, dotarcie do centralnych obszarów Szwecji i jako cel końcowy zdobycie Sztokholmu. Zawarcie nowej unii kalmarskiej stanowić miało dalszy cel polityki duńskiej. Pomimo początkowych sporych sukcesów, gdy Duńczycy zdobyli Kalmar i Älvsborg, nie osiągnęli jednak zakładanego celu. Wojna ta miała często powtarzający się w konfliktach szwedzko-duńskich przebieg: Szwedzi z powodzeniem odpierali duńskie ataki na lądzie, podczas gdy flota duńska panowała na morzu.
Z udziałem mediatorów angielskich rozpoczęto rozmowy pokojowe. Traktat pokojowy podpisano 20 stycznia 1613 roku w Knäred (duń. Knærød) w Hallandzie. Jego warunki dla Szwecji, zmuszonej do ustępstw we wszystkich punktach, były szczególnie ciężkie. Strona szwedzka musiała zgodzić się na zatrzymanie przez Danię Älvsborga i 7 okręgów (härad) w Västergötaland jako zastawu pod odszkodowanie wojenne w wysokości 1 mln riksdalerów. Był to tzw. okup za Älvsborg (Älvsborgs lösen). Dania została w 1613 roku niekwestionowanym zwycięzcą. Celem rządu szwedzkiego, z nowym królem Gustawem II Adolfem i kanclerzem Axelem Oxenstierną na czele, było złamanie dominacji Danii na Bałtyku.

## Lata 1613–1720/1721
Po zakończeniu wojny kalmarskiej nastąpiło 30 lat pokoju pomiędzy oboma krajami. Przyczyny konfliktu istniały nadal, ale uwaga rządu szwedzkiego skierowała się ku Rosji, Rzeczypospolitej i sprawom niemieckim, gdzie pozycja Szwecji została wzmocniona. Poprzez aktywny udział w wojnie trzydziestoletniej od 1630 roku Szwecja stała się potęgą militarną. Udział Danii w wojnie w Niemczech w latach 1625–1628 zakończył się dla niej zupełną porażką. Jutlandia znalazła się pod okupacją wojsk cesarskich i Dania została zmuszona do zawarcia pokoju. Oferta szwedzka przyjścia Danii z pomocą w wojnie niemieckiej została odrzucona, zaś po 1630 roku polityka duńska została ukierunkowana na przeszkadzanie Szwecji w osiągnięciu większych zdobyczy w Niemczech.
Przewaga zaczęła powoli przechodzić na stronę szwedzką, która ze swej strony oczekiwała teraz sprzyjającej okazji, aby na nowo rozpocząć walkę o władztwo nad Bałtykiem. Szwedzki handel zagraniczny rozwinął się silnie od końca XVI wieku. Głównymi towarami eksportowymi była miedź i żelazo. W XVII wieku Szwecja stała się największym eksporterem tych surowców w Europie, eksportując głównie na rynki zachodnioeuropejskie. Dlatego też utrzymanie swobodnej komunikacji z tamtejszymi odbiorcami miało obecnie większe znaczenie niż dotychczas. Rozwój Holandii jako najbogatszego państwa morskiego był całkowicie uzależniony od importu żelaza. Z tego powodu państwa Europy Zachodniej, przede wszystkim Holandia oraz także Francja i Anglia, pragnęły uzyskać jak największy wpływ na stosunki polityczne nad Bałtykiem, skąd pochodziły także inne surowce niezbędne dla budownictwa okrętowego, takie jak konopie, smoła, drewno, metale oraz żywność. Do Szwecji przybyła także pewna liczba holenderskich specjalistów. Poprzez swe interesy w szwedzkiej produkcji żelaza ludzie ci wmieszali się osobiście w konflikt szwedzko-duński. Interesy głównych państw europejskich sprawiły, że równowaga sił na Północy nie była już tylko sprawą pomiędzy Danią a Szwecją.
Cały handel bałtycki przechodzący przez Cieśniny Duńskie obłożony był od 1429 roku obowiązkowym cłem dla Korony duńskiej. Cło zostało wprowadzone przez Eryka Pomorskiego jako sposób na wzrost dochodów państwa, motywowane tym, że król Danii ma suwerenną władzę na duńskimi morzami i szlakami wodnymi oraz żegluga po wodach duńskich odbywać się może tylko za jego zgodą. Cła budziły oczywisty sprzeciw państw handlujących nad Bałtykiem, mimo to Dania pobierała je przez 428 lat. Zostały one zniesione dopiero w 1857 roku. Szwecja zwolniona była z cła do 1720 roku, kiedy utraciła ten przywilej, mimo że Szwedzi władali od 1658 roku wschodnim brzegiem Sundu.

### Wojna Torstenssona 1643–1645

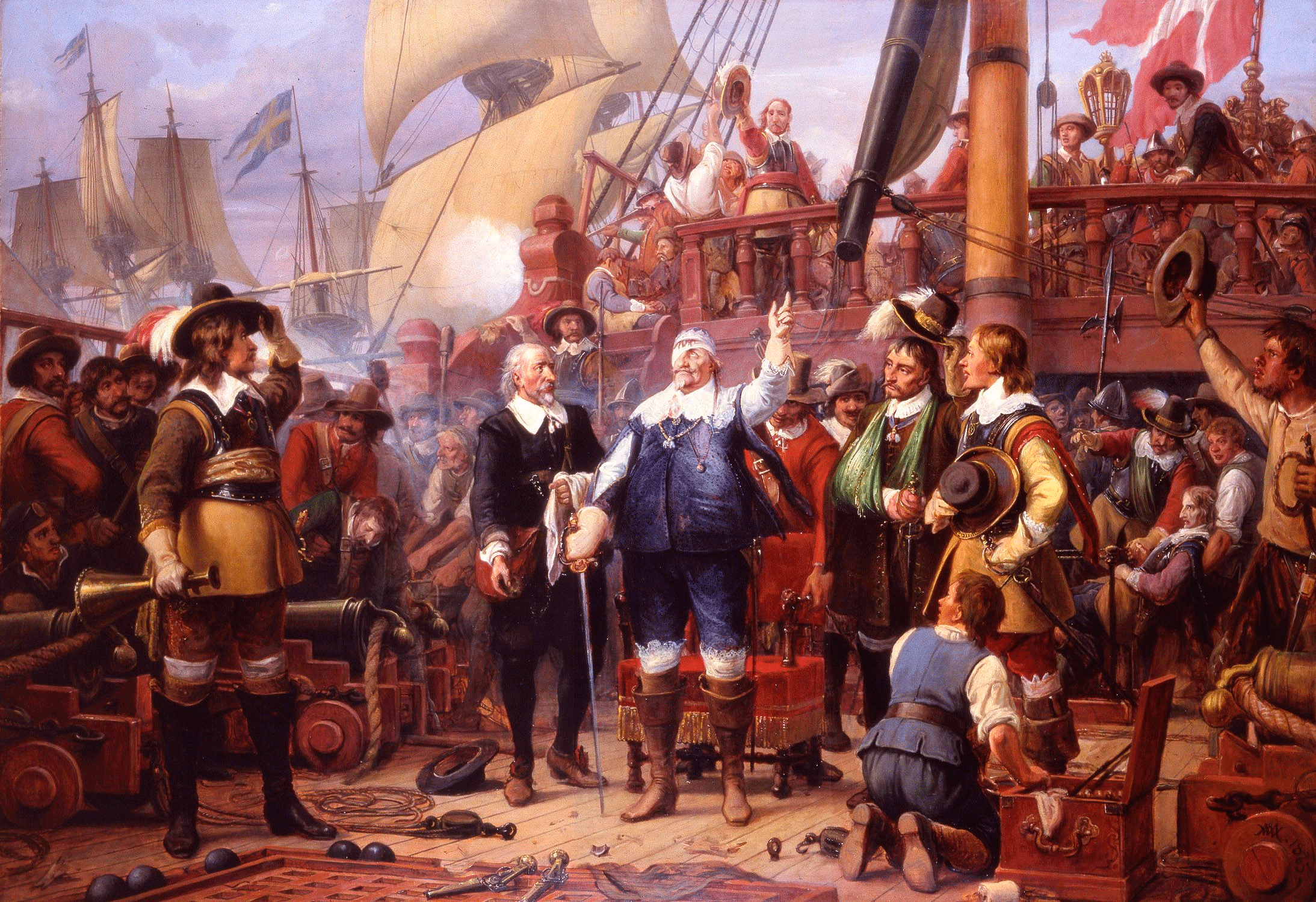
Ranny król Chrystian IV na okręcie „Trefoldigheten” podczas bitwy morskiej pod Kolberger Heide. Obraz Wilhelma Marstranda (1866)

W maju 1643 w szwedzkiej Radzie Państwa (Riksråd) zastanawiano się nad podjęciem wojny prewencyjnej z Danią. Powodem było nie tylko wznowienie walki o hegemonię na Bałtyku, ale także wysunięta w marcu 1643 przez Chrystiana IV propozycja wystąpienia w roli mediatora w toczącej się wojnie trzydziestoletniej. Strona szwedzka uważała nie bez podstaw, że mediacja ta miałaby na celu ograniczenie zdobyczy szwedzkich. 13 maja 1643 na posiedzeniu Riksråd przedstawiono powody do rozpoczęcia wojny z Danią. Argumenty były ważkie: wojnę przedstawiano jako bellum iustum – wojnę sprawiedliwą. Wówczas za taką uważano wojnę obronną, a trudno było w tym wypadku uznać stronę szwedzką za napadniętą. Należało więc udowodnić, że wróg sam planował atak lub na jakiś inny sposób wykazać, że wróg szykuje się do wojny. W tej sytuacji atak prewencyjny uważano za wojnę sprawiedliwą. Taką argumentację wybrała strona szwedzka, wymieniając kroki duńskie skierowane przeciw interesom szwedzkim. Na czoło wysunęła się tutaj poruszana w licznie wydawanych przed wybuchem wojny szwedzkich pismach propagandowych kwestia ceł pobieranych przez Duńczyków na Öresundzie. Podwyższenie ceł w latach 30. XVII w. oraz pewną liczbę domniemanych napaści na szwedzkie statki uznano za jeden z dowodów wrogich zamiarów Danii.
Wymieniane przez stronę szwedzką argumenty były po myśli polityków europejskich. Szwecja przeprowadziła szeroką akcję propagandową, wykorzystując swe doświadczenie w tej dziedzinie zdobyte w trakcie wojny trzydziestoletniej. Kwestia Öresundu została starannie dobrana do akcji mającej na celu uzyskanie poparcia głównych państw europejskich dla wojny z Danią. Przede wszystkim chodziło o Holandię, gdzie wysokie cła na Öresundzie wywoływały duże niezadowolenie. Już w 1640 Holandia i Szwecja zawarły sojusz mający na celu obronę wolnej żeglugi i handlu na Bałtyku. Traktat ten nie pociągnął jednak za sobą automatycznego wsparcia Holandii przeciw Danii.
29 maja 1643 podjęto formalną decyzję o ataku na Danię. Feldmarszałek Lennart Torstensson, który na czele armii szwedzkiej znajdował się na Morawach, miał pomaszerować na północ i zająć Jutlandię. Jednocześnie druga armia szwedzka, pod dowództwem feldmarszałka Gustafa Horna, uderzyć miała na Skanię. Plan wojny z Danią zakładał, że obie armie z pomocą floty zostaną przetransportowane na Zelandię i wspólnie uderzą na Kopenhagę. Głównym celem było całkowite zniszczenie Danii. Plan ten miał podobne założenia jak duński plan ataku na Szwecję w 1611.

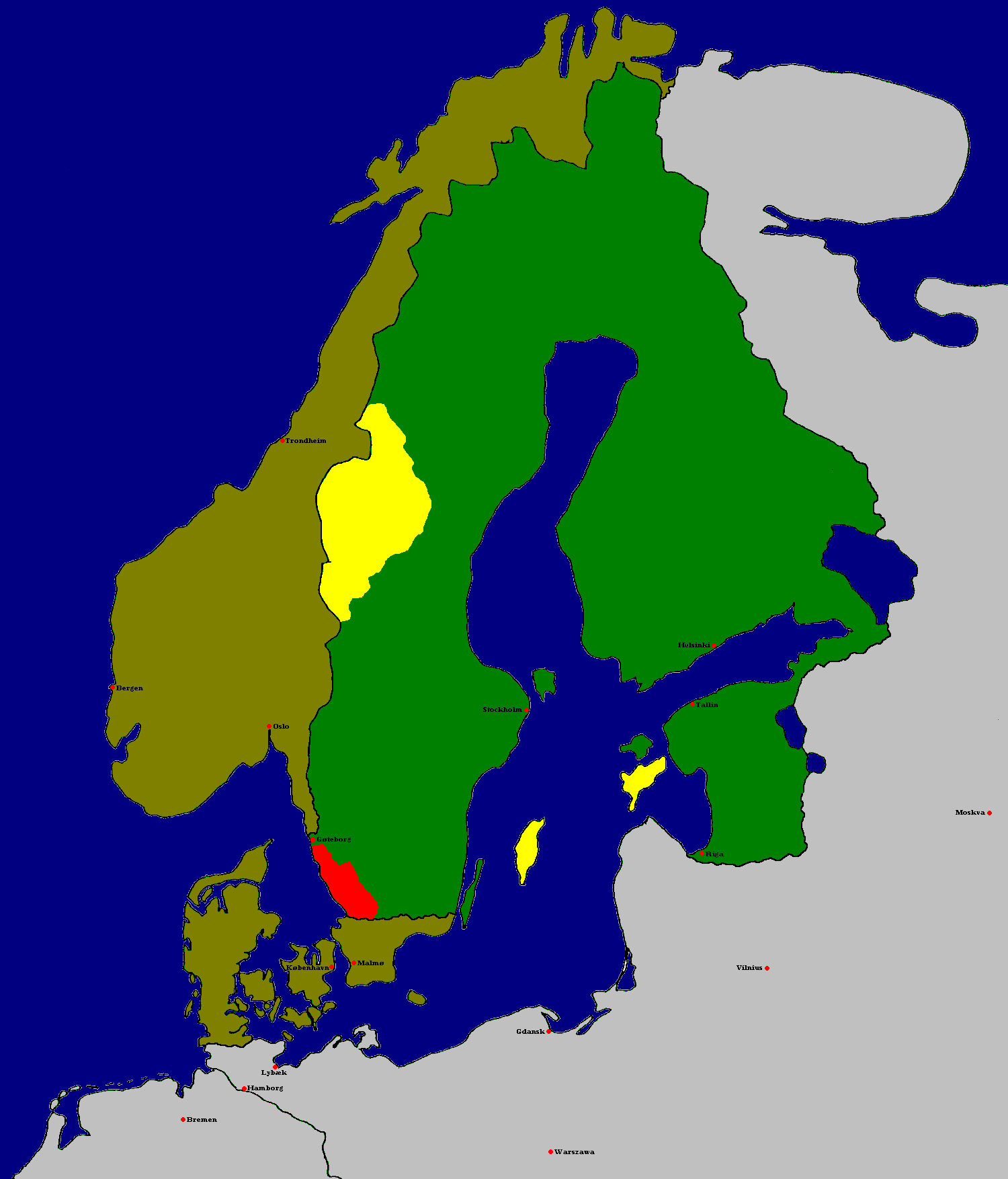
Zmiany terytorialne po traktacie w Brömsebro (1645). W kolorze żółtym Jämtland, Härjdalen, Gotlandia i Ozylia. Na czerwono Halland oddany Szwecji na 30 lat jako zastaw.

Lennart Torstensson już w grudniu 1643 wkroczył do Jutlandii, podczas gdy Gustaf Horn nie mógł wcześniej wejść do akcji niż w lutym 1644. Atak na Danię przeprowadzono z zaskoczenia i bez wypowiedzenia wojny, co zostało wykorzystane przez propagandę duńską jako dowód na zdradę Szwedów. Lennart Torstensson zajął wkrótce całą Jutlandię, ale nie mógł się przeprawić na wyspy duńskie. Gustaf Horn zdobył Helsingborg i Landskronę, podczas gdy Malmö i Kristianstad pozostawały w rękach duńskich.
Najważniejsze wydarzenia wojny lat 1643–1645 rozegrały się na morzu. W lipcu 1644 stoczono bitwę morską pod Kolberger Heide w Zatoce Kilońskiej. Flotą duńską dowodził osobiście Chrystian IV, zaś szwedzką adm. Klas Fleming. Bitwę można uznać za nierozstrzygniętą. Po kilku mniejszych potyczkach stoczonych latem 1644 r. główna część floty duńskiej została skierowana do portów, aby przygotować się na zimę. Na morzu pozostała jedynie mniejsza część floty duńskiej. Niespodziewanie Szwedzi podjęli wyprawę jesienną. 13 października 1644 eskadra szwedzka spotkała znacznie słabszą eskadrę duńską koło wyspy Fehmarn. Bitwa zakończyła się katastrofą dla eskadry duńskiej, która w znacznej części została zniszczona. W tej sytuacji pomyślnie prowadzone działania armii duńskiej zostały przerwane ze względu na groźbę desantu szwedzkiego na Zelandię. Strona szwedzka nie podjęła jednak takich prób i sukcesy na morzu nie przesądziły o rezultacie wojny.
W końcu do akcji wkroczyła Holandia, zdecydowanie opowiadając się po stronie Szwecji. Na wody Öresundu latem 1645 wpłynęła silna eskadra holenderska. Dania została zmuszona do zawarcia pokoju. Rozmowy pokojowe z udziałem mediatorów francuskich rozpoczęły się już w lutym 1645 w miejscowości Brömsebro. 13 sierpnia 1645 podpisano traktat pokojowy. Po długiej dyskusji dotyczącej kwestii ceł na Öresundzie Duńczycy ustąpili i Szwecja uzyskała wolność od ceł dla całej swej żeglugi. Poza tym Dania odstępowała Szwecji Jämtland, Härjedalen, Gotlandię i Ozylię oraz Halland na 30 lat jako zastaw pod odszkodowania wojenne. Oba brzegi Öresundu pozostawały nadal w rękach duńskich.
Traktat w Brömsebro miał duże znaczenie dla przyszłości Szwecji. Bezwzględna polityka przyniosła korzyści i Axel Oxenstierna dokonał zemsty za wojnę kalmarską i „okup za Älvsborg”. Dla Holandii najważniejsze było to, iż cła zostały obniżone do poziomu z lat 20. XVII w., co spowodowało drastyczny spadek dochodów skarbu duńskiego. Okazało się, że Dania i Szwecja nie mogą na własną rękę szukać rozstrzygnięcia. Zaczęto mówić „klucze do Öresundu leżą na giełdzie w Amsterdamie”.
Wojna lat 1643–1645, nazywana też wojną Torstenssona (Torstenssons krig), była ściśle związana z toczącą się wojną trzydziestoletnią, ale przede wszystkim był to ważny etap w walce o supremację na Bałtyku. Tym razem jeszcze Szwecja nie osiągnęła brzegów Öresundu, ale będąc w posiadaniu Hallandu, cel ten był już bliski. Dla starego Chrystiana IV, który triumfował w Knäred w 1613, Brömsebro było ciężką klęską. Zmarł on w 1648 w wieku 71 lat. Jego następcą został Fryderyk III, w którego polityce rewanż na Szwecji był najważniejszym celem. Czekano jedynie na sprzyjającą okazję.
Traktat westfalski podpisany w 1648 kończył wojnę trzydziestoletnią. Przewaga na Północy przeszła definitywnie na stronę Szwecji, która m.in. dzięki swym posiadłościom w Niemczech stała się mocarstwem europejskim. Politycy szwedzcy ponownie skierowali swą uwagę na wschód. W 1657 nowy król Szwecji, Karol X Gustaw, uwikłany był od 2 lat w wojnę z Rzecząpospolitą. Rząd duński uznał, iż nadszedł dogodny moment na rewanż za Brömsebro.

### Wojny Karola X Gustawa. Traktat w Roskilde (1658)

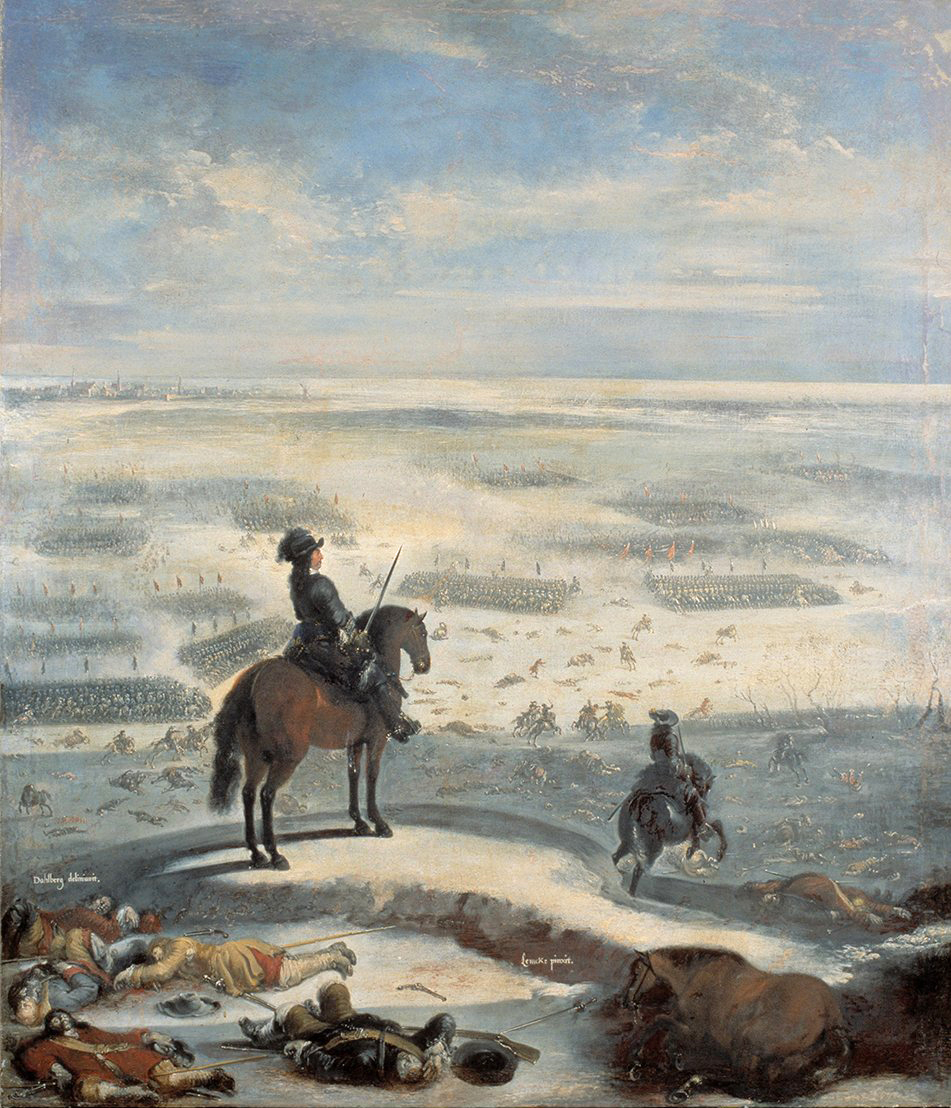
Karol X Gustaw i przeprawa przez cieśninę Bełt. Obraz Johana Filipa Lemke.

Plan wojny przewidywał morską blokadę Szwecji połączoną z lądowym atakiem ze Skanii. Jednak Karol X Gustaw zdołał szybko przerzucić swą armię z Polski i podobnie jak 14 lat wcześniej Lennart Torstensson przekroczył południową granicę Danii. Równocześnie prowadzono ograniczone działania wojenne w północnej części Skanii i południowym Halland. Niewielkie znaczenie miały także działania na morzu. Karol X Gustaw rozstrzygnął wojnę na swą korzyść zimą 1658. Dowodzona przez niego armia szwedzka rozpoczęła śmiałą przeprawę przez cieśniny duńskie poprzez zamarznięte morze. Wydarzenie to przeszło do historii jako przeprawa przez Bełt (Tåget över Bält). Szwedzi po lodzie przemaszerowali z Jutlandii poprzez wyspę Fyn na Zelandię. Fryderyk III został zmuszony do zawarcia najbardziej niekorzystnego w dziejach stosunków duńsko-szwedzkich traktatu pokojowego. Dokument podpisano 26 lutego (8 marca) 1658 w Roskilde. Na jego mocy Skania, Blekinge, Halland i Bornholm (wszystkie te prowincje tworzyły obszar zwany Skåneland) oraz Bohuslän i okręg Trondheim (Trøndelag) w Norwegii zostały włączone do Szwecji. Tym samym wschodni brzeg Öresundu wszedł już na stałe w posiadanie Szwecji, która znalazła się u szczytu swej mocarstwowości.
Karol X Gustaw dążył jednak do zupełnego pokonania i rozbioru Danii. Jego celem było stworzenie jednolitego państwa skandynawskiego pod egidą szwedzką. Latem 1658 armia szwedzka została zaokrętowana w północnoniemieckiej Kilonii i bez wypowiedzenia wojny ponownie wylądowała na Zelandii, rozpoczynając oblężenie Kopenhagi. Flota szwedzka wpłynęła do Öresundu, domykając blokadę miasta od strony morza. Na pomoc zagrożonej Danii ruszyły wojska cesarskie, brandenburskie i polskie. Holendrzy, dążący przede wszystkim do równowagi sił w tym regionie, na odsiecz Kopenhadze wysłali swoją flotę. W bitwie morskiej w cieśninie Sund 29 października (8 listopada) 1658 flota szwedzka została pokonana i zmuszona do szukania schronienia w Landskronie. Kopenhaga została odblokowana. Zawarty w 1660 pokój w Kopenhadze potwierdzał warunki podpisanego w lutym 1658 traktatu w Roskilde. Jedynie okręg Trondheim i wyspa Bornholm przechodziły z powrotem w ręce duńskie. Umocniła się także pozycja Holandii w handlu bałtyckim, która Bałtyk uważała za „matkę wszelkiego handlu”.

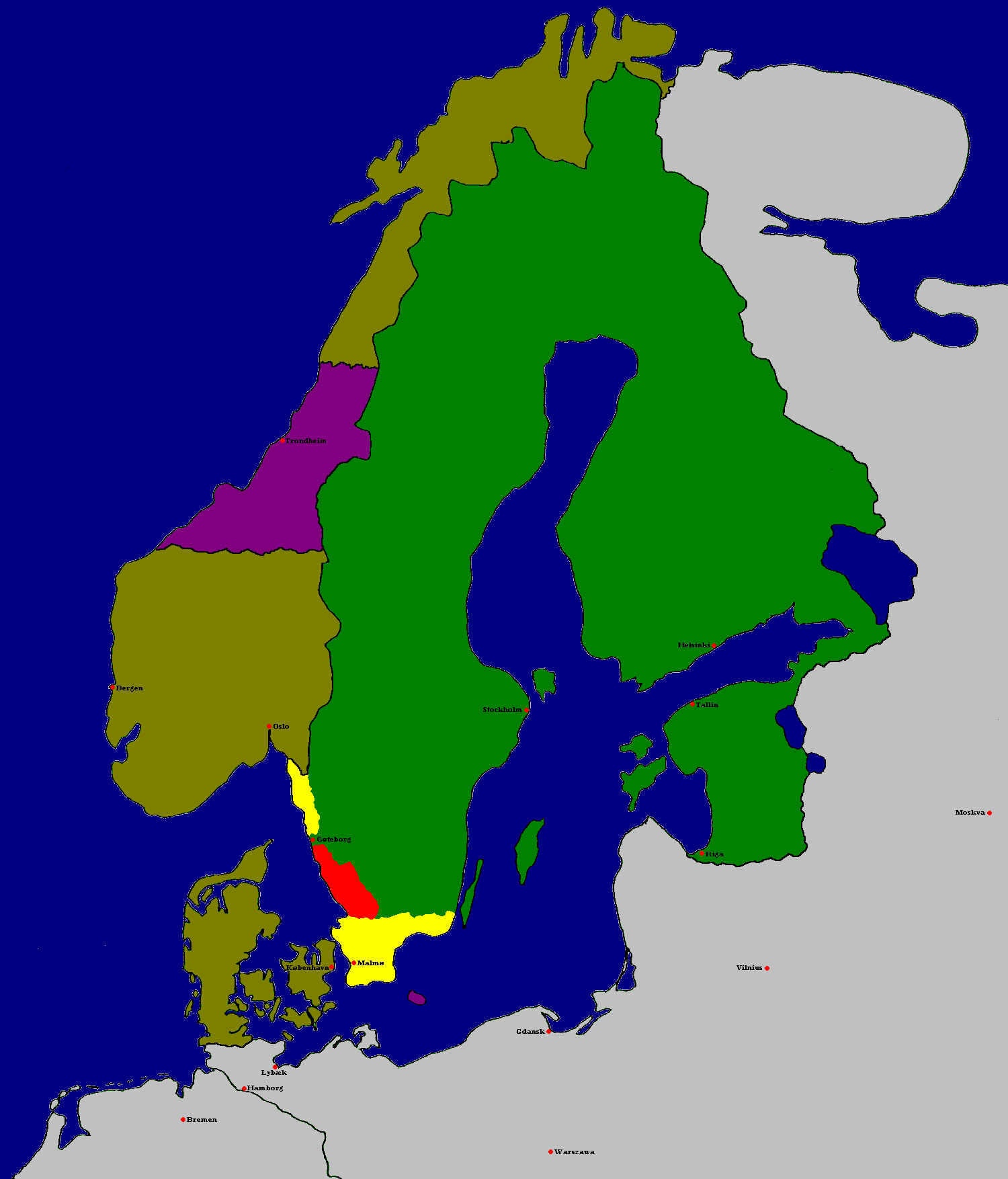
Zmiany terytorialne po traktacie w Roskilde (1658). W kolorze żółtym Skania, Blekinge i Bohuslän; fioletowym okręg Trondheim i Bornholm; na czerwono Halland – na stałe włączony do Szwecji.

Po roku 1660 celem szwedzkiej polityki zewnętrznej stało się zabezpieczenie i utrzymanie dotychczasowych zdobyczy drogą pokojową. Finanse państwa szwedzkiego były w katastrofalnym stanie. Uważano jednak, że zagrożenie ze strony Danii zostało zażegnane, a na wschodzie Rosja została skutecznie odcięta szwedzkimi posiadłościami od Bałtyku. Poprzez swoje prowincje niemieckie Szwedzi mogli brać czynny udział w polityce ówczesnych mocarstw europejskich.
Pokonana i upokorzona Dania utraciła 1/3 swojego terytorium i ludności. Prowincje od kilkuset lat stanowiące wschodnią część Danii (Østdanmark) zostały utracone, jak się miało okazać, bezpowrotnie. W Kopenhadze czekano jedynie na sprzyjającą okazję do podjęcia odwetu. Okazja taka nadarzyła się w 1675.

### Wojna skańska 1675–1679

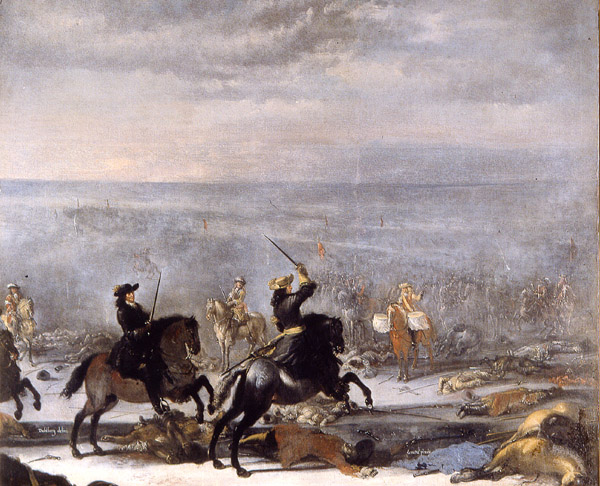
Karol XI podczas bitwy pod Lund 1676. Obraz Johana Filipa Lemke

Wiosną 1672 Szwecja w zamian za francuskie subsydia związała się sojuszem z Ludwikiem XIV, zobowiązując się m.in. do udzielenia pomocy wojskowej Francji w razie wojny. Ze swej strony Francja, poza subsydiami, zobowiązała się nie wchodzić w żaden układ z Danią bez wiedzy strony szwedzkiej.
W 1672 Francja zaatakowała Holandię, rozpoczynając w ten sposób wielką wojnę europejską (wojna Francji z koalicją). Szwecja musiała wypełnić postanowienia traktatu sojuszniczego. W grudniu 1674 oddziały szwedzkie wkroczyły z Pomorza do zajętej wojną z Francją Brandenburgii. W czerwcu 1675 Szwedzi zostali jednak pokonani na północ od Berlina w bitwie pod Fehrbellinem i następnie zmuszeni do wycofania się z terytorium brandenburskiego. Bitwa ta, mimo ograniczonego znaczenia militarnego, miała duże znaczenie psychologiczne i prestiżowe. Armia szwedzka uważana była dotąd za niepokonaną.
Szwecja próbowała za wszelką cenę nie dopuścić do wybuchu wojny z Danią. W 1675 Karol XI postanowił ożenić się z siostrą króla duńskiego Chrystiana V, Ulryką Eleonorą. Dla pewnych polityków w obu krajach było rzeczą oczywistą, że oba państwa mają, mimo ciągłych konfliktów, wspólne interesy. Celem obu państw była supremacja na Bałtyku. Jednak to Holendrzy pod względem ekonomicznym zapanowali w XVII wieku na obszarze bałtyckim. Myśl o współdziałaniu i sojuszu szwedzko-duńskim pojawiała się już od czasów Gustawa II Adolfa i Chrystiana IV. Okazało się to jednak nierealne ze względu na stale zmieniającą się sytuację międzynarodową oraz także wzajemną nieufność. Natychmiast na wiadomość o porażce Szwedów pod Fehrbellinem strona duńska zdecydowała się na rewanż. Chrystian V cofnął wcześniej wydaną zgodę na małżeństwo swojej siostry z królem szwedzkim. Jesienią 1675 Szwecja znajdowała się w stanie wojny z Brandenburgią, Holandią, Cesarstwem oraz Danią.
Pierwszy atak sprzymierzonych Danii i Brandenburgii był skierowany na posiadłości szwedzkie w Niemczech. Wojska duńskie zajęły sprzymierzone ze Szwecją księstwo Holsztyn-Gottorp. Flota szwedzka nie była w stanie także zapewnić dowozu zaopatrzenia ze Szwecji znajdującym się w północnych Niemczech oddziałom. Główną bazą floty szwedzkiej był nadal Sztokholm, z którego ze względu na zalodzenie i warunki pogodowe okręty nie mogły wypłynąć wcześniej niż 19 (29) maja 1676.
Flota duńska wypłynęła ze swych baz już w marcu 1676 i w końcu kwietnia opanowano wyspę Gotlandię. W końcu maja 1676 rozegrała się bitwa morska na wysokości przylądka Jasmund. 1 (11) czerwca 1676 połączona flota duńsko-holenderska odniosła zdecydowane zwycięstwo w bitwie morskiej pod Olandią. Duńczycy panowali na wodach Bałtyku.
W końcu czerwca 1676 pod Råå na południe od Helsingborga w Skanii wylądowało 14 500 żołnierzy duńskich pod wodzą króla Chrystiana V. Wkrótce cała Skania, poza oblężonym Malmö, znalazło się w rękach duńskich. Armia szwedzka zmuszona została do wycofania się do Smalandii. Karol XI zdołał jednak zebrać tam nowe oddziały i na ich czele wkroczył jesienią 1676 ponownie w granice Skanii. Ludność prowincji stanęła w przeważającej części po stronie duńskiej, z przychylnością patrząc na powrót władzy króla Danii. Wojska szwedzkie zaczęły coraz dotkliwiej odczuwać trudności aprowizacyjne. Na szwedzkich tyłach pojawiły się oddziały partyzanckie (snapphanarna). W źle zaopatrzonym obozie szwedzkim zaczęły szerzyć się choroby.
4 (14) grudnia 1676 pod Lund rozegrała się jedna z najkrwawszych bitew w historii Skandynawii. Obie strony straciły po około 50% swojego początkowego stanu. Strona szwedzka odniosła zwycięstwo, które nie przesądziło o losach wojny jednak zwycięstwo Duńczyków prawdopodobnie mogłoby doprowadzić do odzyskania przez nich utraconych ziem. Wojna trwać miała jeszcze ponad 2 lata. Zakończyło ją podpisanie traktatu pokojowego w Lund (26 września 1679), w którym m.in. jeszcze raz zostały potwierdzone warunki traktatów z Roskilde (1658) i Kopenhagi (1660).
Władze szwedzkie po bezwzględnym stłumieniu oporu ludności Skanii zabrały się do skutecznie przeprowadzonego procesu „szwedyzacji” mieszkańców swoich najdalej na południe wysuniętych prowincji. Wykorzystano tutaj wszelkie dostępne środki. Dla zaszczepienia kultury szwedzkiej założono działający od 1668 uniwersytet w Lund; dzieci uczono katechizmu w języku szwedzkim, w kościołach śpiewano psalmy po szwedzku. Sprawność szwedzkiej administracji oraz podobieństwo językowe i etniczne zadecydowało, że podczas kolejnej inwazji Duńczyków na Skanię w latach 1709–1710 nie doszło już do żadnych większych antyszwedzkich wystąpień miejscowej ludności.
Po zawarciu traktatu w Lund (1679) doszło w efekcie polityki bliskiego doradcy Karola XI, Johana Göranssona Gyllenstierny, do krótkotrwałego zbliżenia szwedzko-duńskiego. W 1680 król szwedzki zawarł małżeństwo z siostrą króla duńskiego, Ulryką Eleonorą (matka Karola XII). Szwecja odeszła także od ścisłego sojuszu z Francją. W polityce szwedzkiej coraz większą rolę zaczęła odgrywać kwestia przymierza z położonym na południe od Jutlandii księstwem Holsztyn-Gottorp, stanowiącym dogodne połączenie lądowe pomiędzy posiadłościami Szwecji na Pomorzu a posiadłościami nad Morzem Północnym. Stało się to nowym źródłem napięć w stosunkach z Danią. Pozycja Szwecji w Niemczech po zakończeniu wojny skańskiej była dość słaba, jednak rozbudowa szwedzkiej floty, będącej w stanie zabezpieczyć połączenie z niemieckim wybrzeżem Bałtyku, spowodowała, że znaczenie Szwecji na tym terenie ciągle rosło. W latach 90. XVII wieku pomoc szwedzka umożliwiła księciu holsztyńskiemu, Fryderykowi IV, budowę umocnień skierowanych przeciw Danii. W lecie 1699, po zniszczeniu przez Duńczyków niektórych ze wspomnianych umocnień, podjęto decyzję o wzmocnieniu garnizonów szwedzkich w północnych Niemczech i pomocy w odbudowie zniszczeń.

### Wielka wojna północna 1700–1721

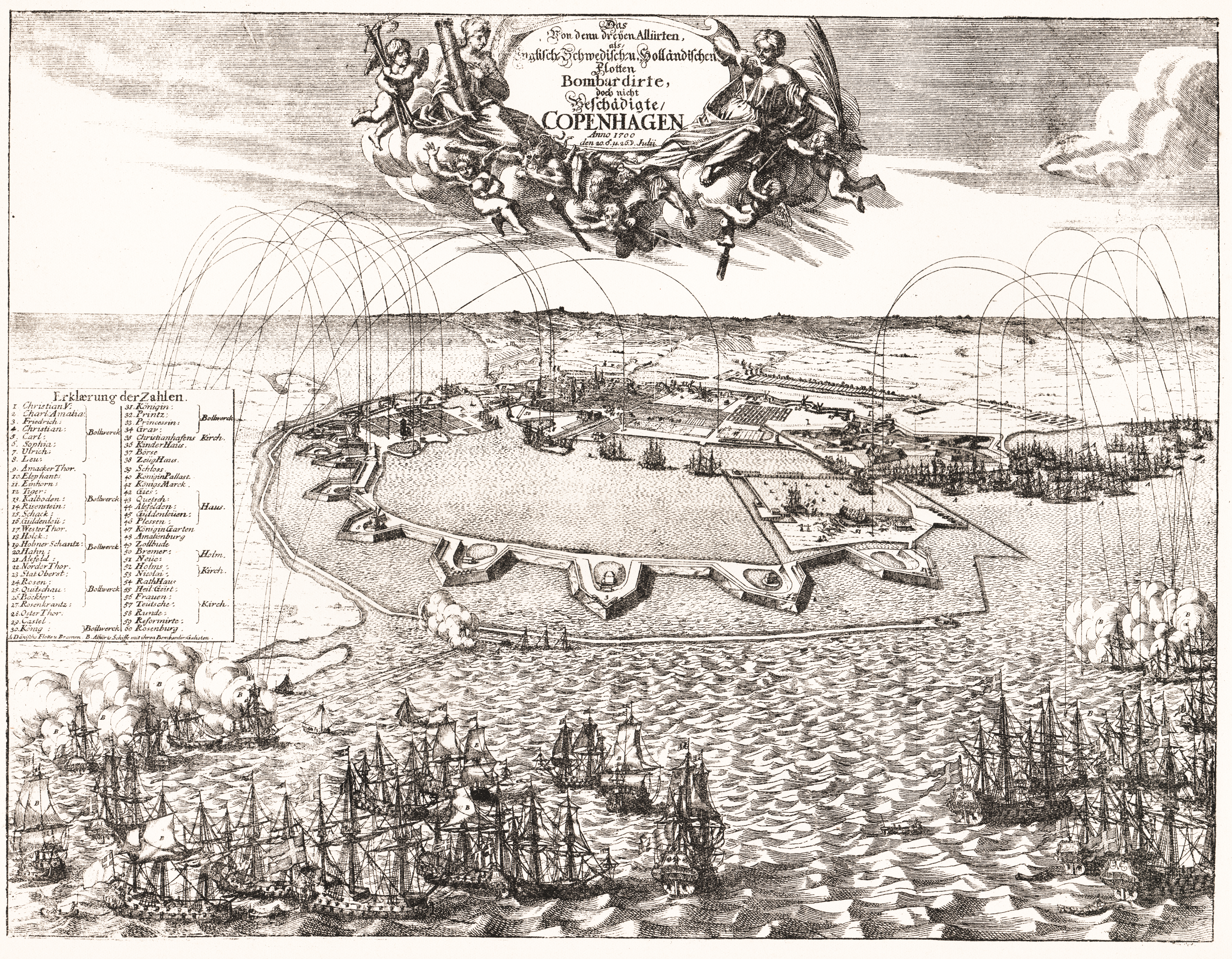
Floty szwedzka, angielska i holenderska ostrzeliwują Kopenhagę 1700

W ostatnich latach XVII wieku zawiązała się potężna koalicja antyszwedzka, tzw. liga północna, złożona z Danii, Rosji i elektora saskiego Augusta II. Celem sprzymierzonych był rozbiór nadbałtyckich zdobyczy szwedzkich. Rozpocząć się miała wielka wojna północna (1700–1721). Celem Danii było odzyskanie utraconych prowincji i zneutralizowanie Holstein-Gottorp. W marcu 1700 wojska duńskie przekroczyły granice księstwa. Szwedzi, przy pomocy sprzymierzonych z nimi państw morskich – Holandii i Anglii – wylądowali w lipcu 1700 na Zelandii. Wkrótce Karol XII stanął pod murami Kopenhagi. Król duński Fryderyk IV został zmuszony do zawarcia pokoju, podpisanego przy mediacji angielsko-holenderskiej na zamku Traventhal 8 (18) sierpnia 1700, w którym została m.in. potwierdzona niezależność księstwa Holsztyn-Gottorp. Traktat obejmował także Szwecję. Danii udało się uniknąć całkowitej klęski, która nie leżałaby w interesie Anglii i Holandii, dbających o względną równowagę sił w tym rejonie. Karol XII musiał wycofać się spod Kopenhagi. Jego uwaga skierowała się na wschodnie wybrzeża Bałtyku.
Bitwa pod Połtawą (1709) jest punktem zwrotnym w historii mocarstwowości szwedzkiej. Postanowienia traktatu w Traventhal (1700) zostały zerwane przez Danię, która jesienią 1709 przystąpiła do nowej wojny z mocno osłabioną Szwecją. Duńczycy podjęli jedną z ostatnich prób odzyskania utraconych prowincji i swej pozycji w Skandynawii. W listopadzie 1709 w Råå w Skanii ponownie wylądowało 15 000 żołnierzy duńskich. Cała Skania, poza Landskroną i Malmö, szybko znalazło się w rękach duńskich. Duńczycy planowali atak w kierunku głównej bazy floty szwedzkiej, Karlskrony. Szwedzki generalny gubernator Skanii, Magnus Stenbock, wycofał się z nielicznymi oddziałami do Smalandii, gdzie powoli zbierała się nowa armia szwedzka. W lutym 1710 zdołał on zebrać ok. 16 000 niedoświadczonych żołnierzy, z którymi ponownie wkroczył do Skanii. Decydująca bitwa rozegrała się pod Helsingborgiem 28 lutego (10 marca) 1710. Szwedzi odnieśli decydujące zwycięstwo. W marcu 1710 resztki wojsk duńskich zostały ewakuowane do Helsingør na Zelandii.
Działania wojenne na morzu i lądzie prowadzono ze zmiennym szczęściem przez kolejne 10 lat. Strona duńska, przy wsparciu wojsk rosyjskich cara Piotra I, zamierzała jeszcze kilkakrotnie wylądować w Skanii, jednak plany te nie doszły do skutku. 3 czerwca 1720 traktat pokojowy podpisany w Sztokholmie, potwierdzony 3 lipca 1720 przez stronę duńską na zamku Fredriksborg, kończył zmagania duńsko-szwedzkie w wielkiej wojnie północnej. Szwecja m.in. rezygnowała z wolności celnej w Öresundzie oraz zobowiązywała się nie wspierać księstwa Holsztyn-Gottorp. Dania zobowiązywała się nie wspierać Rosji i zamknąć duńskie porty przed okrętami carskimi (wojna szwedzko-rosyjska trwała nadal). Zawarty w 1721 traktat w Nystad kończył erę mocarstwowości szwedzkiej. Szwecja stała się państwem o drugorzędnym znaczeniu, podobnie jak i wcześniej Dania.

## XVIII i początek XIX wieku

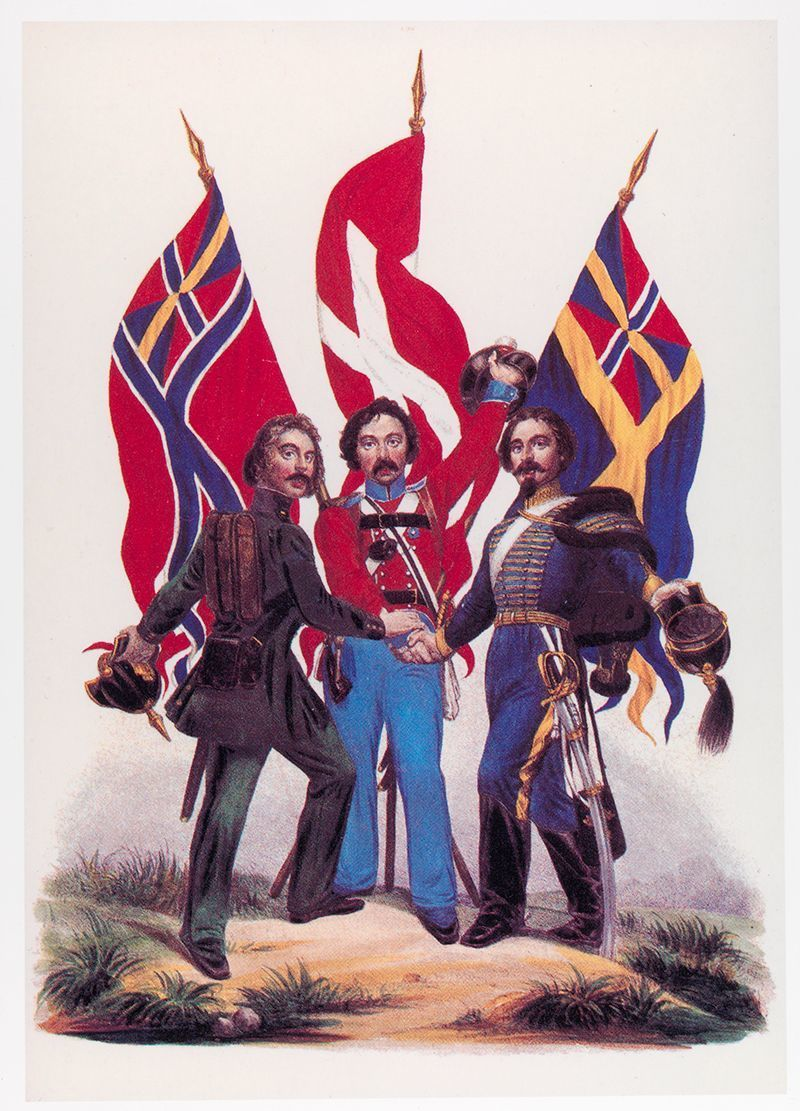
XIX-wieczna plansza propagandowa mająca symbolizować braterstwo narodów skandynawskich

Konflikt duńsko-szwedzki ciągnął się jeszcze przez wiek XVIII i pierwsze dziesięciolecie XIX wieku. Państwa te jeszcze 3-krotnie znalazły się w stanie wojny. Jednak działania wojenne były krótkotrwałe i prowadzone na niewielką skalę. Podczas wojen napoleońskich Szwecja znalazła się w obozie przeciwników Francji, zaś Dania była sprzymierzona z Napoleonem. W efekcie tych konfiguracji Szwecja utraciła Finlandię (w wyniku wojny z Rosją 1808–1809) oraz swoje ostatnie prowincje niemieckie, z kolei Dania musiała pogodzić się z utratą Norwegii, zmuszonej w 1814 do zawarcia unii personalnej ze Szwecją. Obie strony odgrywały drugorzędną rolę w polityce europejskiej. Wzajemna wrogość została zastąpiona w XIX w. ideą skandynawizmu, polegającą na ścisłej współpracy kulturalnej oraz politycznej państw skandynawskich.

## Wojny w kolejności chronologicznej
- wojna duńsko-szwedzka 1521–1523
- wojna duńsko-szwedzka 1563–1570
- wojna kalmarska 1611–1613
- wojna Torstenssona 1643–1645

- w ramach II wojny północnej
  - wojna duńsko-szwedzka (1657–1658)
  - wojna duńsko-szwedzka 1658–1660

- w ramach wojny Francji z koalicją 1672–1679
  - wojna skańska 1675–1679

- w ramach wielkiej wojny północnej 1700–1721
  - wojna duńsko-szwedzka 1700
  - wojna duńsko-szwedzka 1709–1720

- wojna duńsko-szwedzka 1788–1789

- w ramach wojen napoleońskich
  - wojna duńsko-szwedzka 1808–1809
  - wojna duńsko-szwedzka 1812–1814